# Perseo Miranda
Perseo Miranda (ur. 10 marca 1970 w Genova we Włoszech) – wokalista muzyk, pisarz, kompozytor i tekściarz.

## Dyskografia
- Perseo Miranda and his theatre (1980-1981)
- I sayd I look away! (1981)
- Light and darkness (2006)
- Evolution of the spirit (2007)
- Parallel dimensions (2008)
- Praise my Day (2009)[1]
- A silence that screams, in a broken dreams (2010, Erga Editions)
- A silence that screams (2010, Erga Editions)[2]
- Firmament (2011)
- Theatre Metal - The Armed Poet (2012)
- Theatre Metal (2012)

## Literatura
- Manuale di astrologia (2001)[3]
- Gli astri dicono (2003)[4]